# Bank Hapoalim
Die Bank Hapoalim (hebräisch בַּנְק הַפּוֹעֲלִים Banq ha-Pōʿalīm, deutsch ‚Bank der Arbeiter‘) ist ein im Jahre 1921 gegründetes Geldinstitut in Israel.

## Unternehmen
Die Bank wurde am 30. November 1921 als The Workers Bank Ltd (Bank ha-Poʿalim) von der Histadrut in Tel Aviv gegründet. Die Histadrut behielt die Kontrolle über die Bank bis in das Jahr 1983. Danach geriet das Kreditinstitut unter die Aufsicht des Staates. Im Jahre 1996 erwarb eine Investorengruppe um Ted Arison das Unternehmen. Seine Tochter Shari Arison, die vermögendste Frau Israels und des Nahen Ostens, hielt über die Arison Holding 22,6 Prozent der Aktien der Bank (2011).
Im Januar 2014 entschieden der niederländische Pensionsfonds PGGM und die Danske Bank nicht mehr in die Bank Hapoalim zu investieren. Als Begründung wurde die Beteiligung der Bank an der Mitfinanzierung des israelischen Siedlungsbaus genannt.

## Kritik
Im Mai 2020 berichtete der Spiegel, dass die Bank der Zahlung einer hohen Strafe von etwa 900 Mio. Dollar zugestimmt habe, um einer Strafverfolgung zu entgehen. Die Bank hatte zwischen 2002 und 2014 Kunden dabei geholfen, Vermögen unter anderem von US-Bürgern auf Offshorekonten zu verstecken – um so Steuerzahlungen zu vermeiden.
Rund 30 Millionen Dollar müssten die Institute der Bank zudem wegen ihrer Beteiligung am Bestechungsskandal des Weltfußballverbands Fifa zahlen. Fast fünf Jahre lang hätten Mitarbeiter der Bank das US-Finanzsystem dazu benutzt, um 20 Millionen Dollar für „korrupte Fußballvertreter in mehreren Ländern“ zu waschen. Die Hapoalim-Niederlassung in Miami hatte die gewaschenen Gelder zwischen 2010 und 2015 eingesetzt. Sie stammten von Sportmarketing-Funktionären, die etwa für die argentinische Firma "Full Play Group" tätig waren. Mit ihnen seien Fifa-Vertreter bestochen worden, die dafür im Gegenzug lukrative Übertragungsrechte für die Copa América vergeben hätten.

## Einzelnachweise

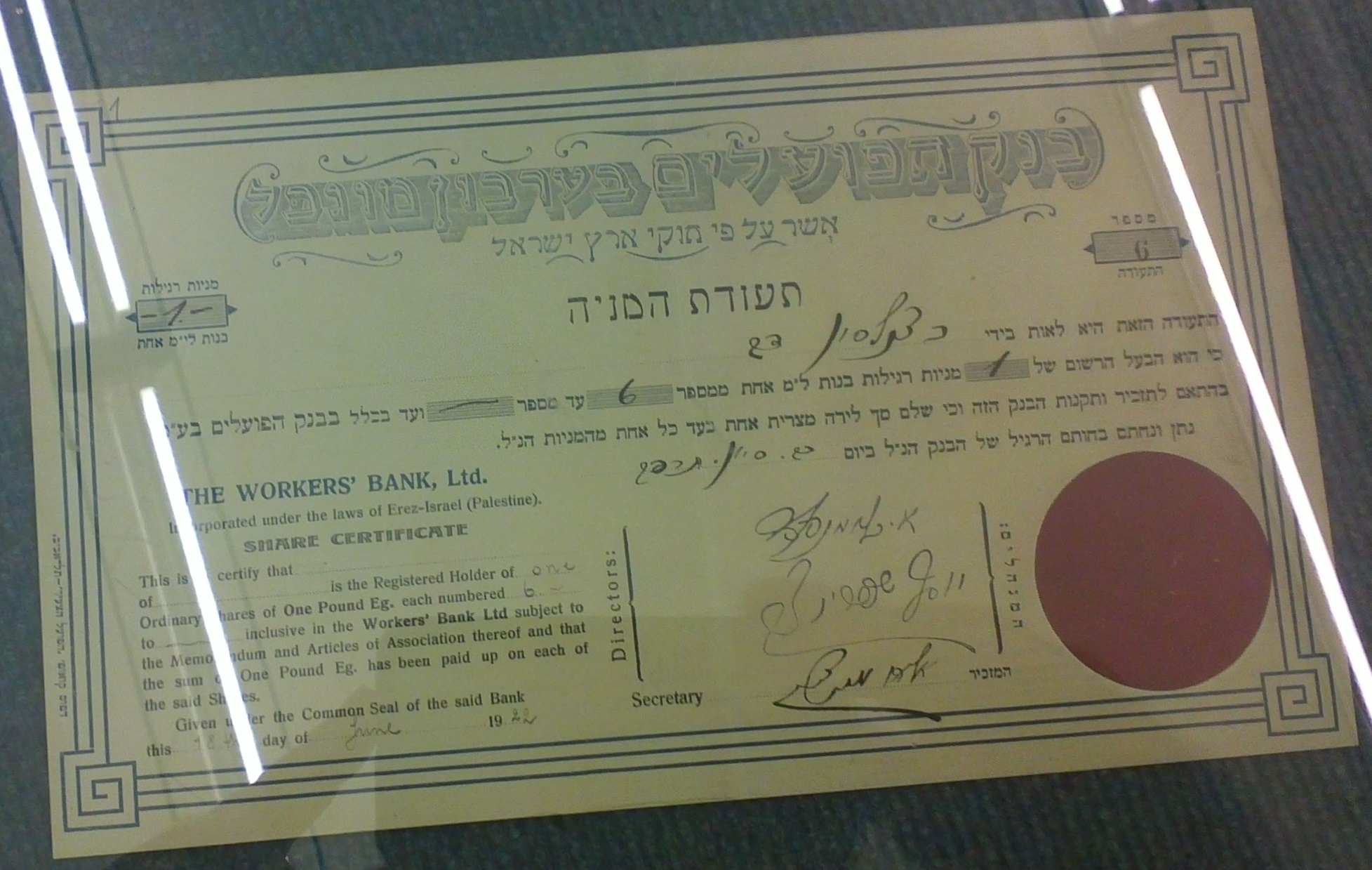
Aktie der Bank HaPoalim